# Seegeritz
Seegeritz ist ein Gemeindeteil der sächsischen Stadt Taucha im Landkreis Nordsachsen.

## Geografie

Seegeritz auf einem Kartenausschnitt von 1899

Seegeritz liegt etwa 2,5 Kilometer nordnordwestlich des Stadtzentrums von Taucha. Südöstlich und südlich der Ortslage verläuft die nach Westen fließende Parthe.
Nachbarorte von Seegeritz sind Merkwitz im Norden, Pönitz und Gordemitz im Nordosten, Cradefeld und Graßdorf im Südosten, Portitz im Südwesten sowie Plaußig im Westen.

## Geschichte

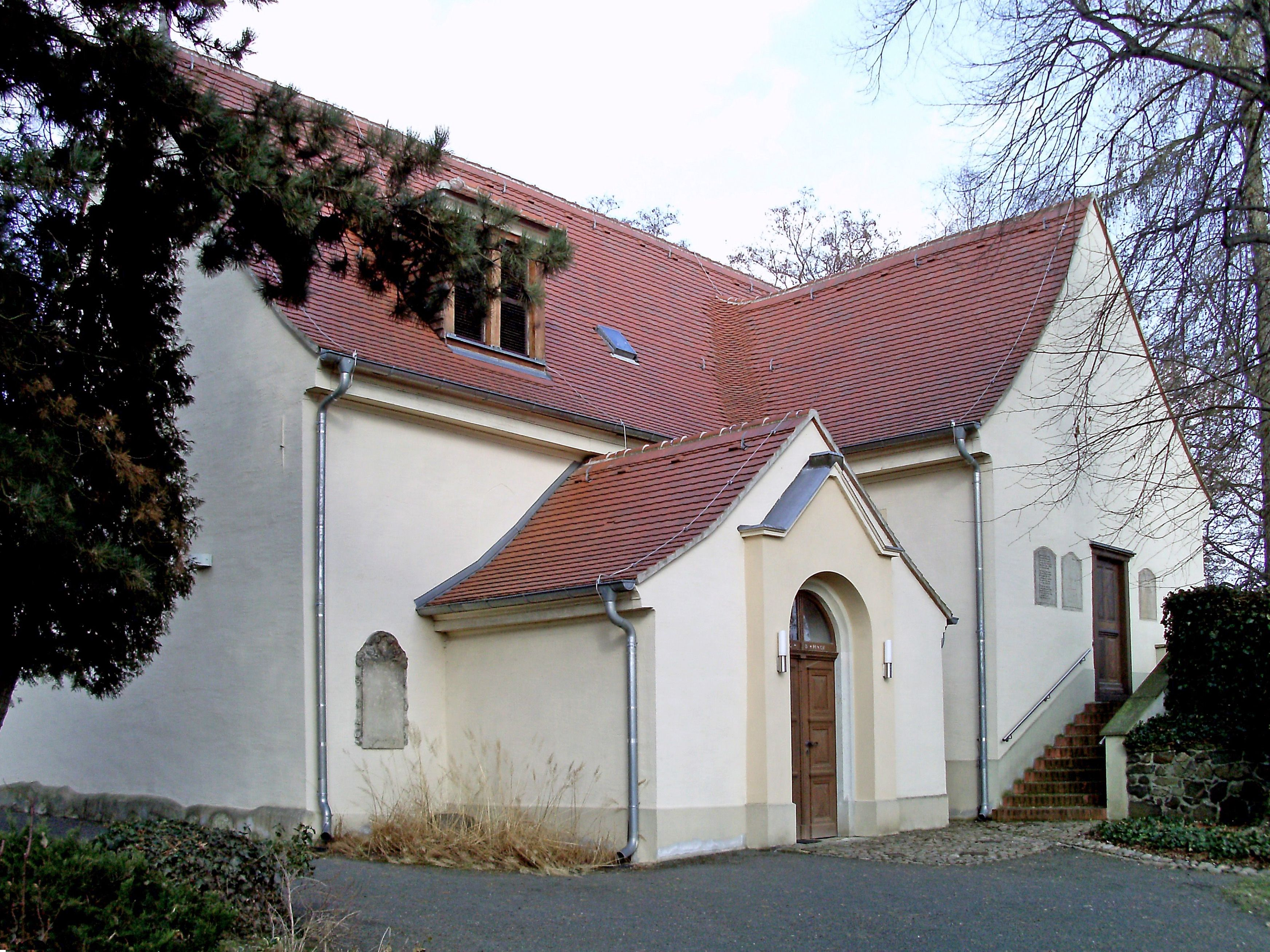
Katharinenkirche Seegeritz

Die erste belegte Ortsnamenform datiert von 1350 als Segericz bzw. Segiricz. Die Seegeritzer Kirche liegt oberhalb der Ortschaft auf einer Endmoräne. Die schlichte, turmlose Anlage war mit dem 1947 abgebrochenen Herrenhaus derer von Seegeritz verbunden. An dieses Patronat erinnern die winzigen Barockglocken derer von Bose aus dem Jahr 1722, welche heute im Kirchendach angebracht und funktionsfähig sind. Bemerkenswert ist ein mittelalterliches Kruzifix, welches um 1500 in Leipzig gefertigt wurde. 2006 erfolgte eine umfassende Außensanierung des Kirchbaus. August Schumann nennt 1824 im Staats-, Post- und Zeitungslexikon von Sachsen Seegeritz betreffend u. a.: 

„[…] nahe bei Taucha gelegen. Zu dem Rittergute gehören amtssässig die Dörfer Seehausen und Göbschelwitz; in allem gegen 600 Einwohner. Der Ort hat 40 Häuser und 200 Einwohner, die 7 ½ Hufen besitzen. Hier ist eine Tochterkirche von Plausig.“

Albert Schiffner ergänzt 1833 u. a.: 

„[…] Unter den 36 Häus. Sind 14 Bauerg. Mit 8 ½ Hufen, ausser denen noch 5 zum RG. Gehören; mit diesem ist das Gut Seehausen (mit 4 Hufen) combinirt, […]. Zugepfarrt ist Nichts. […] Die Mühle steht in O, die Ziegelei in NW.“

Seegeritz lag bis 1856 im kursächsischen bzw. königlich-sächsischen Kreisamt Leipzig. Ab 1856 gehörte der Ort zum Gerichtsamt Taucha und ab 1875 zur Amtshauptmannschaft Leipzig. 1973 wurde Seegeritz nach Merkwitz eingemeindet. Zum 1. Juli 1992 wurde Merkwitz mit Seegeritz nach Taucha eingegliedert.
Von 1950 bis 2025 trug der ortsansässige Fußballverein seine Heimspiele auf dem Sportplatz Seegeritz aus. Vor der politischen Wende agierte der Verein als BSG Traktor Seegeritz, aktuell bestreitet man seine Wettbewerbe unter dem Namen „TSV 1950 Seegeritz e. V.“. Die Heimspiele im Ü40-Bereich finden in der „Pappelarena“ statt. Ende Juli 2025 endete nach 75 Jahren das aktive Vereinsleben im seegeritzer Fußball.

## Entwicklung der Einwohnerzahl
| Jahr | Einwohnerzahl                            |
| ---- | ---------------------------------------- |
| 1551 | 14 besessene Mann, 23 Inwohner           |
| 1764 | 14 besessene Mann, 16 Häusler, 7 ½ Hufen |
| 1834 | 170                                      |
| 1871 | 154                                      |
| 1890 | 228                                      |

| Jahr | Einwohnerzahl |
| ---- | ------------- |
| 1910 | 275           |
| 1925 | 270           |
| 1939 | 279           |
| 1946 | 317           |
| 1950 | 310           |

| Jahr | Einwohnerzahl |
| ---- | ------------- |
| 1964 | 321           |
| 2008 | 253           |
| 2011 | 224           |
| 2012 | 238           |